# Castell de Lielvārde
El Castell de Lielvārde és un castell situat en la ciutat de Lielvārde en la històrica regió de Vidzeme, al nord de Letònia. El castell va ser construït en l'escarpada vora del riu Dvinà Occidental, supervisant aquesta important via fluvial medieval. Construït abans de 1248 per l'arquebisbe de Riga, Albert de Buxhövden. Va ser destruït per les tropes russes el 1579 durant la Guerra de Livonia, S'han conservat ruïnes fins al nivell de la segona planta.